# 幸福指數 (馬)
幸福指數（英語：Peniaphobia），是一匹曾在英國和在香港出賽的已退役賽駒，練馬師是告東尼，為2015/2016馬季最佳短途馬。競賽生涯中一勝國際一級賽。

## 簡介
2014年11月23日，韋達策騎「幸福指數」勝出國際二級賽馬會短途錦標。
2015年1月25日，韋達策騎「幸福指數」勝出香港一級賽百週年紀念短途盃。
2015年3月28日，韋達策騎「幸福指數」遠征杜拜，角逐美丹馬場的國際一級賽阿喬斯短途錦標，最終取得第二名，落後頭馬的愛爾蘭馬王「獨掌全權」二分之一個馬位之後過終點。
2015年12月13日，莫雷拉策騎「幸福指數」勝出國際一級賽香港短途錦標。
2016年3月26日，莫雷拉策騎「幸福指數」遠征杜拜，角逐美丹馬場的國際一級賽阿喬斯短途錦標，最終取得第三名，落後頭馬的澳洲代表「緩衝之計」一個馬位之後過終點。
2016年5月22日，蔡明紹策騎「幸福指數」勝出香港三級賽沙田銀瓶。
2017年1月30日，郭能策騎「幸福指數」勝出國際二級賽百週年紀念短途盃，使得「幸福指數」相隔兩年之後再度奪得這項賽事的勝利。
2018年7月16日，「幸福指數」宣告退役，正式結束其競賽生涯。

## 在港勝出賽事全紀錄
| 比賽日期   | 賽事名稱                       | 賽事班次 | 賽道 | 賽事路程 | 比賽馬場   | 名次 | 完成時間 | 騎師   |
| ---------- | ------------------------------ | -------- | ---- | -------- | ---------- | ---- | -------- | ------ |
| 02/04/2014 | 香港交易所挑戰盃               | 第三班   | 草地 | 1000米   | 跑馬地馬場 | 1    | 0:56.93  | 吳嘉晉 |
| 21/04/2014 | 獅子會盃                       | 第三班   | 草地 | 1000米   | 沙田馬場   | 1    | 0:56.62  | 韋達   |
| 22/06/2014 | 打吡餐廳及酒吧讓賽             | 第一班   | 草地 | 1000米   | 沙田馬場   | 1    | 0:55.67  | 蔡明紹 |
| 19/10/2014 | 琥珀讓賽                       | 第二班   | 草地 | 1200米   | 跑馬地馬場 | 1    | 1:09.55  | 吳嘉晉 |
| 23/11/2014 | 中銀理財馬會短途錦標           | G2       | 草地 | 1200米   | 沙田馬場   | 1    | 1:08.08  | 韋達   |
| 25/01/2015 | KENT & CURWEN 百週年紀念短途盃 | HKG1     | 草地 | 1000米   | 沙田馬場   | 1    | 0:55.49  | 韋達   |
| 13/12/2015 | 浪琴表香港短途錦標             | G1       | 草地 | 1200米   | 沙田馬場   | 1    | 1:08.74  | 莫雷拉 |
| 22/05/2016 | 沙田銀瓶                       | HKG3     | 草地 | 1200米   | 沙田馬場   | 1    | 1:08.35  | 蔡明紹 |
| 30/01/2017 | 百週年紀念短途盃               | G2       | 草地 | 1200米   | 沙田馬場   | 1    | 1:09.15  | 郭能   |

## 外部連結
- . 香港賽馬會. 2014-11-23  [2019-01-01]. （原始内容存档于2019-01-01）.
- . 香港賽馬會. 2015-01-25  [2019-01-01]. （原始内容存档于2019-01-01）.
- . 香港賽馬會. 2015-12-13  [2019-01-01]. （原始内容存档于2019-01-01）.
- . 香港賽馬會. 2016-05-22  [2019-01-01]. （原始内容存档于2019-01-01）.
- . 香港賽馬會. 2017-01-30  [2019-01-01]. （原始内容存档于2019-01-01）.